# Canthidium splendidum
Canthidium splendidum är en skalbaggsart som beskrevs av Preudhomme de Borre 1886. Canthidium splendidum ingår i släktet Canthidium och familjen bladhorningar. Inga underarter finns listade.